# Hafnium-178
Hafnium-178 of 178Hf is een stabiele isotoop van hafnium, een overgangsmetaal. Het is een van de vijf stabiele isotopen van het element, naast hafnium-176, hafnium-177, hafnium-179 en hafnium-180. De abundantie op Aarde bedraagt 27,28%. Daarnaast komt ook de langlevende radio-isotoop hafnium-174 op Aarde voor.
Hafnium-178 kan ontstaan door radioactief verval van lutetium-178, tantaal-178 of wolfraam-182.
{\displaystyle {\ce {{^{178}_{71}Lu}->{^{178}_{72}Hf}+{e^{-}}+{\bar {\nu }}_{e}}}}
{\displaystyle {\ce {{^{178}_{73}Ta}->{^{178}_{72}Hf}+{e^{+}}+{\nu }_{e}}}}
{\displaystyle {\ce {{^{182}_{74}W}->{^{178}_{72}Hf}+\,_{2}^{4}\alpha }}}
153Hf · 153mHf · 154Hf · 155Hf · 156Hf · 156mHf · 157Hf · 158Hf · 159Hf · 160Hf · 161Hf · 162Hf · 163Hf · 164Hf · 165Hf · 166Hf · 167Hf · 168Hf · 169Hf · 170Hf · 171Hf · 171mHf · 172Hf · 172mHf · 173Hf · 174Hf · 174m1Hf · 174m2Hf · 174m3Hf · 174m4Hf · 175Hf · 176Hf · 177Hf · 177m1Hf · 177m2Hf · 177m3Hf · 178Hf · 178m1Hf · 178m2Hf · 178m3Hf · 179Hf · 179m1Hf · 179m2Hf · 180Hf · 180m1Hf · 180m2Hf · 180m3Hf · 180m4Hf · 180m5Hf · 180m6Hf · 181Hf · 181m1Hf · 181m2Hf · 181m3Hf · 182Hf · 182mHf · 183Hf · 184Hf · 184mHf · 185Hf · 186Hf · 187Hf · 188Hf · 189Hf · 190Hf